# Trichopodus cantoris
Trichopodus cantoris är en fiskart som först beskrevs av Günther, 1861.  Trichopodus cantoris ingår i släktet Trichopodus och familjen Osphronemidae. Inga underarter finns listade i Catalogue of Life.